# Current Opinion in Gastroenterology
Current Opinion in Gastroenterology, abgekürzt Curr. Opin. Gastroenterol., ist eine wissenschaftliche Fachzeitschrift, die vom Lippincott Williams&Wilkins-Verlag veröffentlicht wird. Sie erscheint mit sechs Ausgaben im Jahr und veröffentlicht Arbeiten aus dem Bereich der Gastroenterologie.
Der Impact Factor lag im Jahr 2014 bei 4,289. Nach der Statistik des ISI Web of Knowledge wird das Journal mit diesem Impact Factor in der Kategorie Gastroenterologie und Hepatologie an 16. Stelle von 76 Zeitschriften geführt.